# Vincetoxicum taihangense
Vincetoxicum taihangense är en oleanderväxtart som först beskrevs av Ying Tsiang och Zhang, och fick sitt nu gällande namn av Cheng Yih Wu och D. Z. Li. Vincetoxicum taihangense ingår i släktet tulkörter, och familjen oleanderväxter. Inga underarter finns listade i Catalogue of Life.